# 왈가닥 루시
왈가닥 루시(I Love Lucy)는 1950년대 미국에서 선풍적인 인기를 끌었던 흑백 시트콤으로 무려 68%에 달하는 시청률을 기록하였다. 1951년 10월 15일 처음 방송되기 시작한 CBS의 이 프로그램은 주인공 가정주부 루시와 그녀의 음악인 남편인 리키의 일상을 담아내었다. 총 179편의 에피소드가 방송된 후 왈가닥 루시는 1957년 5월 6일을 마지막으로 막을 내렸다. 본 프로그램이 종영된 이후에도 시즌 7,8,9,10인 The Lucy-Desi Comedy Hour가 1960년까지도 방영이 되었고 지금도 미국뿐만 아니라 다른 국가에서도 신디케이트로 재방영되고 있다. 대한민국에서는 MBC를 통해 1970년 10월 25일 첫 방영을 시작하여 1976년 11월 7일 종영하였다.
왈가닥 루시는 텔레비전에서 최초로 앙상블 캐스트를 출연시킨 프로그램이자 관객들 앞에서 35mm 필름으로 촬영한 프로그램이다. 방영기간 동안 5개의 에미상을 수상했다. 방송 역사상 가장 중요한 시트콤 중 하나로 평가받는다.

## 줄거리

### 가장 인기 많았던 에피소드 top 10
1. Job Switching 

루시와 에텔은 리키와 프래드와 하룻동안 역할을 바꾸기로 한다. 남자 둘이 집에서 요리를 하고 청소를 하는 동안 여자 둘은 일일 직장을 찾아 나선다. 그들이 찾은 일은 바로 초콜릿 공장에서 초콜릿 포장을 하는 일이다. 처음에는 초콜릿 포장이 쉬웠으나 컨베이어 벨트의 속도가 높아지면서 루시와 에텔은 쏟아져 나오는 초콜릿의 양을 감당하지 못하고 초콜릿을 먹거나 옷 속에 집어 넣는 등 우스꽝스러운 행동을 한다.
2. Lucy Does a Television Commercial

언제나 텔레비전 출연에 관심이 많았던 루시가 어느 날 비타메타베가민이라는 건강 음료 광고를 찍게 된다. 알코올 23%인 이 음료를 광고 도중 시식을 한 뒤 루시는 횡설수설하며 우스운 이야기를 늘어 놓는다.
3. L.A. At Last

리키의 촬영 때문에 루시네 가족은 캘리포니아에 놀러 가게 된다. 그곳에서 루시는 브라운 더비라는 유명한 레스토랑에서 윌리엄 홀든이라는 영화배우를 만나게 된다. 홀든에게 과한 관심을 표현 하던 루시는 홀든이 자신을 알아차리자 민망함에 바로 자리를 떠난다. 급하게 나가던 중 웨이터와 부딪힌 루시는 홀든에게 음식을 쏟고 만다. 집에 돌아 온 루시는 리키로부터 홀든이 집에 와있다는 사실을 듣게 된다. 가짜 코를 붙이고 등장한 루시는 이야기를 나누던 중 담배 불이 코에 붙는 사고가 일어나게 된다.
4 Lucy’s Italian Movie

또다시 리키의 촬영 때문에 루시는 여행을 가게 된다. 자기 역시 유명한 스타가 되고 싶은 루시는 이탈리아 영화 출연을 위한 오디션을 보기로 마음먹는다. “Bitter Grapes”라는 영화에 출연하게 된 루시는 그 지역의 특징을 알아보기 위해 길을 나선다. 그러던 중 루시는 상대 역할의 여자와 포도를 따는 것을 놓고 싸움이 붙는다.
5. Lucy and Harpo Marx

칼론 애플비는 어느 날 할리우드에서 사는 루시를 찾아온다. 그녀는 루시가 할리우드 배우들을 모두 알 것이라 생각하여 그 배우들을 소개 시켜 달라고 한다. 칼론의 안경을 벗긴 뒤 루시는 스스로 배우로 분장을 한다. 그러던 중 리키의 초대로 그들의 집에 방문한 하포와 하포로 분장을 하고 있던 루시가 마주치게 된다. 하포는 루시가 거울에 비친 자신의 모습이라 생각한다.
6. Lucy and Loving Cup

어느 날 모임에서 루시는 기수에게 줘야 할 “러빙 컵”(손님들이 돌려가며 술을 마실 수 있는, 손잡이가 양쪽에 달린 큰 술잔)을 장난으로 머리에 뒤집어 쓴다. 하지만 머리에 뒤집어 쓴 그 잔이 빠지지 않는다. 결국 루시는 머리에 러빙 컵을 쓴 채로 에텔과 함께 지하철 안을 헤매고 다닌다.
7. Lucy is Enceinte

하루는 루시가 기분이 매우 이상하다고 한다. 이 이야기를 들은 에텔이 루시에게 임신을 한 것이 아니냐고 물어본다. 그 이야기를 들은 루시는 병원을 찾아가게 되고 임신 소식을 듣게 된다. 리키에게 이 기쁜 소식을 빨리 알리고 싶지만 적당한 타이밍을 찾지 못한 루시는 리키가 일하는 클럽에 “We are Having a Baby”(우리 아기가 생겼어요)라는 노래를 익명으로 신청한다. 노래의 신청자가 누군지 알게 된 리키는 “We are Having a Baby”를 부르며 루시에게 사랑의 세레나데를 바친다.
8. Ricky has Labor Pains 

루시의 임신 소식은 리키에게 마냥 반갑지만은 않았다. 리키 자신의 의사는 대부분 다 무시 당한다는 느낌을 받은 것이다. 루시가 리키에게 밖에서 맛있는 음식을 사오라고 시키자 그는 정어리와 아이스크림을 사온다. 처음에 리키는 아이스크림과 정어리를 섞어 먹는 것을 이해를 못하지만 그 맛을 보고 난 뒤 그 맛에 빠지게 된다.
9. Lucy Goes to the Hospital

만삭인 루시를 두고 가족들은 모두 루시를 병원에 데리고 갈 때 어떤 역할을 맡을지 분담을 한다. 하지만 막상 루시가 진통이 온다고 하자 모두들 너무 심하게 당황하며 자신들이 맡은 일이 무엇이었는지 까먹는 일이 벌어진다. 결굴 한차례의 혼란이 지나가고 가족들은 가장 중요한 루시를 두고 집을 나선다. 루시를 다시 데리러 오는 가족들의 웃음에는 민망함과 미안함이 섞여있다.
10. Lucy and Superman

루시는 리키의 생일날 1950년대 슈퍼맨 어드벤처의 주인공 조지 리브스를 초대하고 싶어하지만 실패한다. 루시는 자신이 직접 슈퍼맨으로 옷을 차려 입고 슈퍼맨 행세를 하려고 하지만 루시가 작은 방에 갇히고 만다. 이러한 루시를 진짜 슈퍼맨이 나타나 구해주고 리키의 생일 파티에 같이 참석을 한다.

## 캐스팅
- 루실 볼 (Lucille Ball) – 루시
- 데시 아너즈 (Desi Arnaz) – 리키
- 비비안 밴스 (Vivian Vance)
- 윌리엄 프라울리 (William Frawley) – 프래드
- 키스 티보두 (Keith Thibodeaux ) – 리틀 리키
- 캐서린 카드 (Kathryn Card) – 루시 엄마
- 프랭크 넬슨 (Frank Nelson)
- 마리 제인 크로프트 (Mary Jane Croft)
- 제리 하즈너 (Jerry Hausner)
- 밥 제리슨 (Bob Jellison)
- 도리스 싱글톤 (Doris Singleton)
- 셜리 미첼 (Shirley Mitchell)
- 엘리자베스 패터슨 (Elizabeth Patterson)

## 스텝

### 연출
- 윌리엄 아셔 (William Asher)
- 제임스 컨 (James V. Kern)
- 마크 다니엘스 (Marc Daniels)

### 각본
- 밥 캐롤 주니어 (Bob Carroll Jr.)
- 메들린 데이비스 (Madelyn Davis)
- 제스 오펜하이머 (Jess Oppenheimer)
- 밥 쉴러 (Bob Schiller)
- 밥 웨이스코프 (Bob Weiskopf)

### 촬영
- 칼 프런드 (Karl Freund)
- 로버트 드 그라시 (Robert De Grasse)
- 시드니 히콕스 (Sidney Hickox)

### 기획/제작
- 데시 아너즈 (Desi Arnaz)
- 알 사이먼 (Al Simon)
- 제스 오펜하이머 (Jess Oppenheimer)

### 음향/음악
- 엘리어트 다니엘 (Eliot Daniel)
- 윌버 햇치 (Wilbur Hatch)

### 편집
- 버드 몰린 (Bud Molin)
- 댄 칸 (Dann Cahn)

## 테마송
왈가닥 루시의 테마송인 “I Love Lucy”는 원래는 가사 없이 멜로디만 있는 음악이었다. 이 노래의 가사는 “루시의 마지막 생일” 에피소드를 위해 데시 아나즈(Desi Arnaz)에 의해 처음 쓰여졌다. 다음은 그 가사이다.
There’s a certain couple that I know
They’re strictly lovebirds,
A pair of turtle dove birds,
He’s a guy who wants the world to know
So every day you’ll hear him say
I love Lucy and she loves me,
We’re as happy as two can be,
Sometimes we quarrel but then, ha-ha-ha
How we love making up again.
Lucy kisses like no one can,
She’s my missus and I’m her man,
And likfe is heaven you see
Cause I love Lucy, Yes I love Lucy, And Lucy loves me!
제임스 피어폰트(James Pierpont)에 의해 작곡된 “Jingle Bell”이라는 음악 역시 왈가닥 루시의 사운드트랙에 포함되어있다.

## 재미있는 사실들
- 에텔(Ethel)과 프레드릭(Fredrick)의 본명은 에텔 루이스 로베르타 메이 포터 메르츠 (Ethel Louise Roberta Mae Potter Mertz)와 프레드릭 에디 호버트 메르츠 (Fredrick Edie Hobart Mertz)이다.
- 세트장이 부족하여 Ricardo네 침실과 Mertz네 거실은 같은 공간에서 가구만을 바꿔 촬영하였다.
- 루시네 집 주소인 623 E. 68th 가를 실제 맨하튼에서 찾아 보면 호수 한가운데가 나오게 된다.
- 1950년대 사회 전반적인 분위기가 방송에서 “임신”이라는 단어를 언급하는 것에 대해 좋지 않게 생각을 했기에 “pregnant” 대신에 “expectant”라는 단어를 사용했다.
- 루시 역을 연기한 루실 볼 (Lucille Ball) 과 리키 역을 연기한 데시 아너즈 (Desi Arnaz)는 실제 부부이다.
- 실제로 루실 볼 (Lucille Ball) 과 데시 아너즈 (Desi Arnaz)의 아이가 태어난 날 저녁에 방영된 에피소드에서 루시와 리키의 아이가 태어난다.

## 왈가닥 루시의 영향

### 루시 관련 상품
왈가닥 루시 방송이 인기를 끌면 끌 수록 그와 관련된 상품들이 쏟아져 나오기 시작했다. 처음에는 루시 인형부터 시작해서 왈가닥 루시 주인공들이 그려져 있는 티셔츠와 바지 등이 선풍적인 인기를 끌었다. 그 뒤로 루시 시계, 루시 자석, 루시 액세서리 정리함, 루시 거울, 루시 달력, 루시 머그컵, 루시 우산, 루시 가방 등등 수많은 상품들이 아직까지도 판매 중이다. 

또한 왈가닥 루시 만화책도 생겨났다. 1954년부터 1962년까지 총 35편의 만화책이 델 코믹스(Dell Comics)에 의해 발행되었다. 또한 1952년부터 3년 동안은 신문에 연재만화로 실리기도 했었다. 원래 만화책으로 나왔던 에피소드들과 연재만화로 나왔던 에피소드들이 하나로 묶여 1990년대에 들어 재출판되기도 하였다.

### 루시 볼과 데시 아너즈 쇼
루시 볼과 데시 아너즈 쇼(The Lucille Ball-Desi Arnaz Show)는 1957년 왈가닥 루시 본 방송이 종. 료된 이후부터 1960년까지 CBS 방송사에서 방영된 쇼 프로그램이다. The Lucy-Desi Comedy Hour라고 불리기도 하는 이 프로그램은 기존의 30분짜리 에피소드 중심의 방송에서 벗어나 1시간짜리 특별 편 중심의 방송으로 인기를 끌었다. 본 방송의 주인공들이 그대로 나와서 진행하는 이 쇼는 다시 한번 왈가닥 루시 열풍을 불러 일으켰다. 이 프로그램과 본래의 왈가닥 루시를 기념하기 위해 뉴욕 제임스타운에 루시 볼-데시 아너즈 센터라는 박물관이 세워지기도 하였다.